# Wilmer Kousemaker
Wilmer Kousemaker (Tholen, 12 juli 1985) is een Nederlandse voetballer die als aanvallende middenvelder speelt.
Kousemaker begon op jonge leeftijd met voetballen bij de amateurclub Tholense Boys. Al snel bleek dat hij er goed in was en in 2000 werd hij op 15-jarige leeftijd naar NAC Breda gehaald. Daar ging hij spelen bij de B-junioren.
Op 18 april 2004 maakt hij zijn debuut voor NAC tegen FC Volendam. De manier waarop dit gebeurde, is bijzonder. Na 15 minuten in de tweede helft viel linkerverdediger Nebojsa Gudelj geblesseerd uit. Zijn vervanger was Rob Haemhouts. Niet veel later raakte Haemhouts echter ook geblesseerd en werd Kousemaker in het veld gebracht. Uiteindelijk speelde hij die wedstrijd 14 minuten. NAC verloor deze wedstrijd met 4-2.
In januari 2005 waren het weer andermans blessures die in zijn voordeel werkten. Doordat Mark Schenning aan een blessure leed werd Kousemaker toegevoegd aan de selectie van het eerste elftal. Hij speelde enkele wedstrijden en aan het eind van het seizoen werd zijn amateurstatus omgezet in een tweejarig contract.
Gedurende het seizoen 2005-2006 ging het slecht met NAC en werd trainer Ton Lokhoff ontslagen. Zijn vervanger Cees Lok liet al snel weten niets te zien in Kousemaker. Hij werd verwijderd uit de selectie en mocht op zoek naar een nieuwe club. Enkele maanden later werd ook Lok op straat gezet en bleef de toekomst van Kousemaker onzeker.
Voor aanvang van het seizoen 2006-2007 speelde Kousemaker vaak in het eerste elftal mee in oefenwedstrijden en liet hij een goede indruk achter bij coach Ernie Brandts. De speelminuten bleven echter ver achter op zijn kunnen en Kousemaker koos in het seizoen 2007-2008 dan ook voor de zekerheid van spelen en een stap lager in de eerste divisie bij Haarlem.
Op 31 december 2009 werd bekend dat hij het seizoen afmaakt bij FC Den Bosch als opvolger van de vertrokken Adnan Barakat.
Vanaf de zomer van 2011 komt hij uit voor FC Dordrecht. In 2013 was hij lang uitgeschakeld door de ziekte van Pfeiffer. Aan het einde van het seizoen 2013/14 promoveerde hij met Dordrecht naar de Eredivisie.

## Loopbaan
| seizoen | club         | competitie     | wedstrijden | goals |
| ------- | ------------ | -------------- | ----------- | ----- |
| 2003-04 | NAC Breda    | Eredivisie     | 2           | 0     |
| 2004-05 | NAC Breda    | Eredivisie     | 2           | 0     |
| 2005-06 | NAC Breda    | Eredivisie     | 2           | 0     |
| 2006-07 | NAC Breda    | Eredivisie     | 2           | 0     |
| 2007-08 | Haarlem      | Jupiler League | 33          | 1     |
| 2008-09 | Haarlem      | Jupiler League | 37          | 8     |
| 2009-10 | Haarlem      | Jupiler League | 18          | 3     |
| 2009-10 | FC Den Bosch | Jupiler League | 14          | 2     |
| 2010-11 | FC Den Bosch | Jupiler League | 27          | 2     |